# Tephrina arizela
Tephrina arizela là một loài bướm đêm trong họ Geometridae.